# Pesche
Pesche é uma comuna italiana da região do Molise, província de Isérnia, com cerca de 1.310 habitantes. Estende-se por uma área de 12 km², tendo uma densidade populacional de 109 hab/km². Faz fronteira com Carpinone, Isernia, Miranda, Sessano del Molise.

## Demografia
| Variação demográfica do município entre 1861 e 2011                               |
|                                                                                   |
| Fonte: Istituto Nazionale di Statistica (ISTAT) - Elaboração gráfica da Wikipedia |